# Naissance en 1162
Naissance
- 1158
- 1159
- 1160
- 1161
- 1162
- 1163
- 1164
- 1165
- 1166

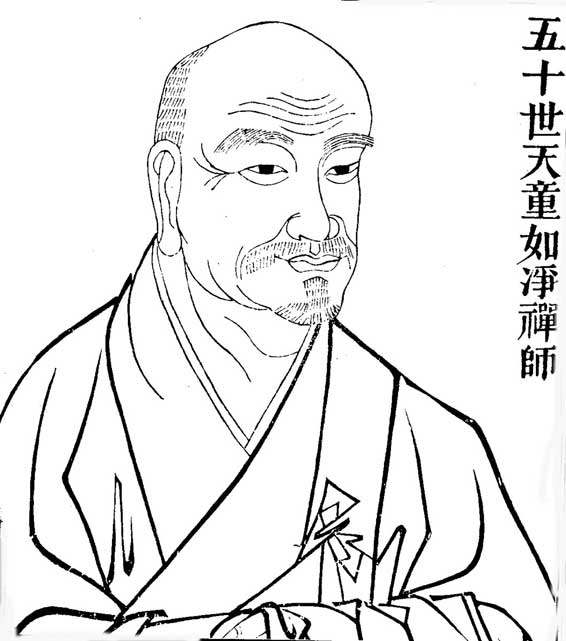
Rujing, né en 1162.

Cette page dresse une liste de personnalités nées au cours de l'année 1162 :
- 5 mars : Ogasawara Nagakiyo, obligé du clan Minamoto au cours de l'époque de Heian.
- 20 juin : Benchō, second patriarche de la principale branche Chinzei de la secte Jōdo-shū du bouddhisme japonais après Hōnen.
- 20 octobre : Aliénor d'Angleterre, princesse royale issue de la dynastie Plantagenêt et devenue par mariage reine de Castille.

- ʿAbd al-Latîf al-Baghdâdî, médecin, historien et égyptologue arabe.
- As-Salih Ismaïl al-Malik, émir zengide de Damas puis d'Alep.
- Fujiwara no Teika, poète japonais de waka, critique, calligraphe, romancier ,anthologiste, scribe et érudit de la fin de l'époque de Heian et du début de l'époque de Kamakura.
- Kajiwara Kagesue, samouraï japonais au service du clan Minamoto pendant la guerre de Genpei.
- Rénier de Montferrat, noble italien.
- Rujing, moine bouddhiste caodong demeurant au temple Qìngdé.
- Thierry Ier l'Exilé, margrave de Basse-Lusace (Thierry III) , margrave de Misnie.

date incertaine (vers 1162)
- Kagetoki Kajiwara, samouraï de la fin de l'ère Heian.
- Lech de Mazovie, duc de Mazovie et de Cujavie.

## Crédit d'auteurs
- Cet article est partiellement ou en totalité issu de l'article intitulé « 1162 » (voir la liste des auteurs).